# بر سر دوراهی (مجموعه تلویزیونی ۱۳۹۸)
بر سر دوراهی (با نام پیشین: ساده دلان یا تنگنا) نام یک مجموعه تلویزیونی ایرانی است که طراح و تهیه‌کننده آن حامد عنقا و کارگردان آن بهرنگ توفیقی است. بعد از مجموعه‌ انقلاب زیبا و مجموعه‌ پرطرفدار پدر، «بر سر دوراهی» سومین همکاری حامد عنقا و بهرنگ توفیقی است. این مجموعه نمایشی، یک ملودرام عاشقانه است که نوروز سال ۱۳۹۸ از شبکه دو سیما پخش شد.

## خلاصه داستان
قصهٔ عاشقانه پرفراز و نشیب پسری به نام حامد است که به واسطه عوض شدن دنیایش و تغییر مسائل مالی، همه چیزش تغییر می‌کند و بعد از این تغییر به فکر رها کردن مریم(دختر عمویش) و نگه داشتن پریناز در ایران و ازدواج با او می افتد...

## بازتاب
«بر سر دوراهی» پس از نمایش در نوروز ۱۳۹۸ با اقبال عمومی مواجه شد. از نقاط قوت مجموعه «بر سر دوراهی» چینش متفاوت و رنگارنگ بازیگران آن بود. به نقل از تسنیم، عنایت‌الله بخشی که نقش یک ضد قهرمان را در این مجموعه تلویزیونی ایفا کرد، مخاطب را به یاد شخصیت‌های آثار محبوب سینما مثل «پدرخوانده» انداخت. او در نقش «جلال» باعث بروز گره‌هایی در قصه شده و بر پیچ و تاب داستان می‌افزود. بهنوش بختیاری نیز در این سریال با ایفای نقش «ثریا»، شمای دیگری از کار بازیگریش را به تصویر کشید، و میترا حجار که در نقش «پریناز» به چشم آمد.

## بازیگران و نقش‌ها
اسامی بازیگران عبارتند از:
- حمید گودرزی در نقش «حامد ظروفچی»، شخصیت اصلی و بدهکار جلال
- مهراوه شریفی نیا در نقش «مریم»، دختر عمو و نامزد حامد
- میترا حجار در نقش «پریناز»، دخترخوانده عزت الملوک
- بهرنگ علوی در نقش «سینا»، دوست حامد
- بهنوش بختیاری در نقش «ثریا»، خدمتکار و دخترخوانده عزت الملوک
- عنایت بخشی در نقش «جلال»، گاراژ دار و طلبکار حامد
- افسانه چهره آزاد در نقش «سیمین»، خواهر زاده عزت الملوک
- مجید مشیری در نقش «جاوید صفامنش»، برادرزاده عزت الملوک
- شهین تسلیمی در نقش «عزت الملوک صفامنش»
- اسماعیل پوررضا در نقش «ناصر»، پدر حامد
- اکبر رحمتی در نقش «نعمت»، بقال
- شیرین آقارضاکاشی در نقش «مهین»، مادر حامد
- یلدا قشقایی در نقش «اکرم»، مادر مریم و زن عموی حامد
- محمدعلی ساربان در نقش «سام شهشهانی»، وکیل عزت الملوک و حامد
- مجید علیزاده در نقش «فری»، زیردست جلال گاراژی
- داود بنی‌اسد در نقش زیردست جلال گاراژی
- محمد شهرابی در نقش «اِسی» (اسماعیل)، دوست سینا و حامد
- محمدرضا نیلی در نقش «نصیری»
- محسن شریفی در نقش «کسری»، قمارباز